# Zaccaria Pasqualigo
Zaccaria Pasqualigo, né en 1600 à Vérone et mort le 17 février 1664 à Rome, est un théologien théatin italien.

## Œuvre
Sa production littéraire est surtout consacrée à des thèmes de théologie morale et de droit canonique. Il connaît bien les thèses des jésuites et des franciscains de son temps, et polémique en particulier avec le minorite Raffaele Aversa et le jésuite Bartholomeus Amicus, et le scotiste Bartolomeo Mastri da Meldola discute très fréquemment ses thèses. Il est également de ceux qui au XVIIe siècle portaient une grande attention à l'œuvre de Pierre Auriol.

## Œuvres
- Disputationes metaphysicae, vol. I, Romae, 1634 ; vol. II, Romae, 1636 ;
- Sacra speculativa doctrina de Deo coeterisque divinitus revelatis ex theologicis principijs ad scholasticae lecturae methodum deducta, Venetiis, apud Bertanos, 1650 ;
- De sacrificio novae Legis quaestiones theologicae, morales, juridicae, vol. I, Lugduni, 1662 ; vol. II, Lugduni, 1662.

### Notices d'autorité
- Notice dans un dictionnaire ou une encyclopédie généraliste :   - Enciclopedia italiana
- Notices d'autorité :   - VIAF
  - ISNI
  - BnF (données)
  - LCCN
  - GND
  - Italie
  - Espagne
  - Belgique
  - Pays-Bas
  - Catalogne
  - Vatican
  - WorldCat